# Танъгогэ (станция метро)
«Танъгогэ» (кор. 당고개역) — с недавнего времени, переименовали в «Пурамсан» (кор. 불암산) конечная эстакадная станция Сеульского метро на Четвёртой линии. Она представлена двумя боковыми платформами. Станция обслуживается транспортной корпорацией Сеул Метро. Расположена в квартале Санъге-дон (111 Sanggye-dong) района Новонгу города Сеул (Республика Корея). На станции установлены платформенные раздвижные двери.
Станция была открыта 21 апреля 1993 года.
Открытие станции было совмещено с открытием участка длиной 1,2 км и только этой станций.